# Cis tauriensis
Cis tauriensis es una especie de coleóptero de la familia Ciidae.

## Distribución geográfica
Habita en Turquía.